# Octotemnus laminifrons
Octotemnus laminifrons là một loài bọ cánh cứng trong họ Ciidae. Loài này được Motschulsky miêu tả khoa học năm 1860.